# يوتا كوباياشي
يوتا كوباياشي (باليابانية: 小林 祐太) (مواليد 7 أكتوبر 1998)، هو لاعب كرة قدم سابق كان يلعب كمهاجم.

## وصلات خارجية
- يوتا كوباياشي على موقع رابطة كرة القدم اليابانية للمحترفين (اليابانية)
- يوتا كوباياشي على موقع قاعدة بيانات كرة القدم.إي يو (الإنجليزية)
- يوتا كوباياشي على موقع Soccerway.com (الإنجليزية)